# Still (album)
Pour les articles homonymes, voir Still.
Albums de Joy Division
Closer
(1980) Substance
(1988)
Still est une compilation posthume de Joy Division, consistant en raretés ainsi qu'un enregistrement public de leur dernier concert à High Hall, Birmingham University le 2 mai 1980.
La performance inclut la chanson Ceremony, qui devint ensuite un hit de New Order. Une autre chanson est leur version de Sister Ray du Velvet Underground, enregistrée au Moonlight Club à Londres le 2 avril 1980.
Still a souvent été critiqué par les fans, à cause de la mauvaise qualité de la partie High Hall. Entre autres, l'ingénieur du son présent ce soir-là mixa la voix de Ian Curtis trop bas pendant Ceremony, rendant inaudible un des deux seuls enregistrements de cette chanson. Les pressages plus récents de l'album sur London Records remplacent cette version avec l'autre, un démo de 1980, déjà présent sur Heart and Soul. (Une autre version enregistrée par un spectateur a circulé comme bootleg depuis 1980.)
L'ingénieur de son de Still fut Chris Nagle. La pochette est un design de Peter Saville Associates.
Still atteignit le #5 en Grande-Bretagne à sa sortie initiale et le #3 en Nouvelle-Zélande en février 1982.
La sortie, planifiée pour le mois d'août, fut repoussée au 8 octobre 1981. La version CD est sortie en mars 1990 (certaines pistes ont des ajouts de post-production, des over-dubs par les membres survivants du groupe).
Cet album, avec Closer et Unknown Pleasures, a été remasterisé et sorti en 2007. Cette nouvelle version est packagée avec un disque bonus, enregistré à Town Hall, High Wycombe en 1980.

## Chansons
Toutes les chansons ont été écrites par Ian Curtis, Peter Hook, Stephen Morris et Bernard Sumner, sauf exception.

### Disque un

#### Côté un
1. Exercise One – 3:06
2. Ice Age – 2:24
3. The Sound of Music – 3:55
4. Glass – 3:56
5. The Only Mistake – 4:17

#### Côté deux
1. Walked in Line – 2:47
2. The Kill – 2:15
3. Something Must Break – 2:48
4. Dead Souls – 4:53
5. Sister Ray (John Cale, Sterling Morrison, Lou Reed, Maureen Tucker) – 7:36

### Disque deux

#### Côté trois
1. Ceremony – 3:50
2. Shadowplay – 3:57
3. Means to an End – 4:01
4. Passover – 5:10
5. New Dawn Fades – 4:01
6. Twenty Four Hours (bonus sur certains pressages)

#### Côté quatre
1. Transmission – 3:40
2. Disorder – 3:24
3. Isolation – 3:05
4. Decades – 5:47
5. Digital – 3:52

### Remasterisé en 2007
L'album a été remasterisé et sortie par Warner (2564697790) en Grande-Bretagne.

#### Disque un:Still
1. Exercise One – 3:06
2. Ice Age – 2:24
3. The Sound of Music – 3:55
4. Glass – 3:56
5. The Only Mistake – 4:17
6. Walked in Line – 2:47
7. The Kill – 2:15
8. Something Must Break – 2:48
9. Dead Souls – 4:53
10. Sister Ray – 7:36
11. Ceremony – 3:50
12. Shadowplay – 3:57
13. Means to an End – 4:01
14. Passover – 5:10
15. New Dawn Fades – 4:01
16. Transmission – 3:40
17. Disorder – 3:24
18. Isolation – 3:05
19. Decades – 5:47
20. Digital – 3:52

#### Disque deux:Live at High Wycombe Town Hall
1. The Sound of Music
2. A Means to an End
3. Colony
4. Twenty Four Hours
5. Isolation
6. Love Will Tear Us Apart
7. Disorder
8. Atrocity Exhibition
9. Isolation (sound check)
10. The Eternal (sound check)
11. Ice Age (sound check)
12. Disorder (sound check)
13. The Sound of Music (sound check)
14. A Means to an End (sound check)